# Tell Me Why (Supermode)
Tell Me Why è un singolo dei DJ svedesi Steve Angello e Axwell sotto lo pseudonimo di Supermode (originariamente chiamato Supermongo), pubblicato il 24 luglio 2006.

## Descrizione
Il brano contiene un sample di Smalltown Boy e di Why? dei Bronski Beat entrambi del 1984.
Il singolo è incluso anche come diciassettesima traccia del primo album in studio degli Swedish House Mafia Until One.

## Classifiche
| Settimana | 01 | 02 | 03 | 04 | 05 | 06 | 07 | 08 | 09 | 10 | 11 | 12 | 13 |
| --------- | -- | -- | -- | -- | -- | -- | -- | -- | -- | -- | -- | -- | -- |
| Posizione | 19 | 14 | 6  | 5  | 6  | 6  | 7  | 14 | 15 | 21 | 24 | 25 | 25 |